# Leslie Munro
Leslie Knox Munro (Auckland, 26 de fevereiro de 1901 - Hamilton, 13 de fevereiro de 1974) foi um advogado, jornalista e político neozelandês. Foi embaixador nos Estados Unidos, representante permanente nas Nações Unidas e membro do Parlamento da Nova Zelândia. Entre 1957 e 1958 foi presidente da Assembleia Geral das Nações Unidas, durante a décima sessão e a terceira sessão especial de emergência da Assembleia.

## Biografia
Filho de uma professora, Leslie Munro estudou Direito na Universidade de Auckland, onde se licenciou em 1923 com um mestrado em Direito. Admitido no bar, lecionou direito constitucional e direito romano-civil na mesma universidade de 1924 a 1938. Em 1938 tornou-se reitor da Faculdade de Direito. De 1936 a 1939 falou de duas em duas semanas na rádio nacional sobre assuntos internacionais, no clima de tensões que antecederam a Segunda Guerra Mundial. Em 1941, tornou-se vice-editor do New Zealand Herald (para o qual já tinha escrito editoriais), então editor-chefe de 1942 a 1951.
Ingressou no Partido Nacional da Nova Zelândia (Conservador) quando foi fundado em 1936, e mudou-se para o executivo nacional do partido de 1940 a 1941, antes de se demitir para se dedicar ao New Zealand Herald. Após a vitória do partido nas eleições de 1949, o Primeiro-Ministro Sidney Holland nomeou-o representante permanente da Nova Zelândia para as Nações Unidas em 1952 e embaixador conjunto nos Estados Unidos. Esteve no Conselho de Segurança das Nações Unidas de 1954 a 1955 e presidiu à 12.ª sessão da Assembleia Geral de 1957 a 1958. Preside, em particular, ao Conselho de Segurança durante os acalorados debates provocados pela decisão do Egito de bloquear o acesso ao Canal do Suez a qualquer navio israelita.
Foi nomeado Cavaleiro da Ordem de São Miguel e São Jorge em 1955, e Cavaleiro da Ordem Vitoriana Real em 1957. Não foi reconduzido como embaixador após a vitória do Labour nas eleições de 1957, mas as Nações Unidas nomearam-no um representante especial para a "questão húngara" após a repressão soviética da revolta de Budapeste. Foi responsável por supervisionar a retirada das tropas soviéticas na Hungria e a organização de eleições democráticas. A União Soviética recusou-se a comunicar com ele, e não lhe permitiu entrar em território húngaro. Ocupou esta posição até 1962. Em 1961, tornou-se presidente da Comissão Internacional de Juristas, promovendo a Declaração Universal dos Direitos Humanos e as regras do Estado de Direito em todo o mundo.